# Carlos Oviedo Cavada
Carlos Oviedo Cavada, (ur. 19 stycznia 1927 w Santiago de Chile, zm. 7 grudnia 1998 w Santiago de Chile), chilijski duchowny katolicki, kardynał, arcybiskup metropolita Santiago de Chile.

## Życiorys
Mając 17 lat wstąpił do zgromadzenia mercedariuszy, w którym złożył śluby wieczyste 19 marca 1948 roku. Święcenia kapłańskie otrzymał 24 września 1949 roku po ukończeniu studiów filozoficznych na wydziale prowadzonym przez zgromadzenie oraz studiów teologicznych na Papieskim Uniwersytecie Katolickim w Chile. Studia specjalistyczne w zakresie prawa kanonicznego odbył w Rzymie na Papieskim Uniwersytecie Gregoriańskim, gdzie w 1953 roku uzyskał tytuł doktora. Po powrocie do Chile był nauczycielem religii i ojcem duchownym w kolegium św. Piotra Nolasco. W latach 1962–1963 był profesorem prawa kanonicznego na wydziale teologii Papieskiego Uniwersytetu katolickiego w Chile i prowadził seminaria na wydziale prawa. W tym okresie prowadził również apostolat chorych, aktywnie uczestniczył w działalności kilku stowarzyszeń katolickich. 21 marca 1964 roku Paweł VI mianował go biskupem tytularnym Beneventum i biskupem pomocniczym archidiecezji Concepción. W 1970 roku został wybrany sekretarzem generalnym Konferencji Episkopatu Chile. 25 marca 1974 roku Paweł VI mianował go arcybiskupem Antofagasty i administratorem apostolskim sede vacante prałatury Calama. 30 marca 1990 roku Jan Paweł II mianował go arcybiskupem Santiago de Chile, a 26 listopada 1994 roku wyniósł go do godności kardynalskiej z tytułem prezbitera Santa Maria della Scala. 16 lutego 1998 przekazał urząd swemu następcy.

## Źródło
- Wielka Encyklopedia Jana Pawła II, Edipresse Warszawa 2005, ISBN 83-60160-09-0